# Croton texensis
Croton texensis là một loài thực vật có hoa trong họ Đại kích. Loài này được (Klotzsch) Müll.Arg. mô tả khoa học đầu tiên năm 1866.

## Hình ảnh

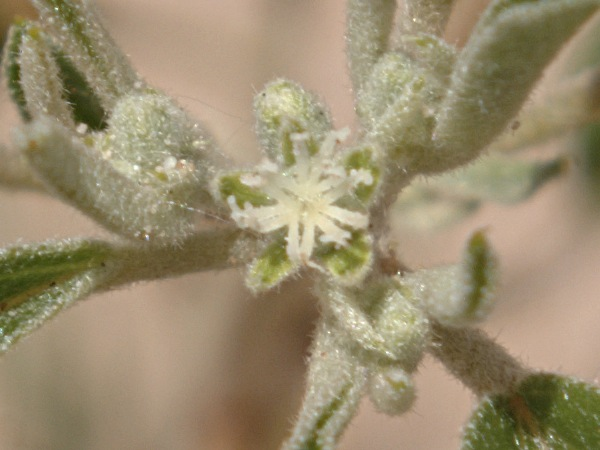
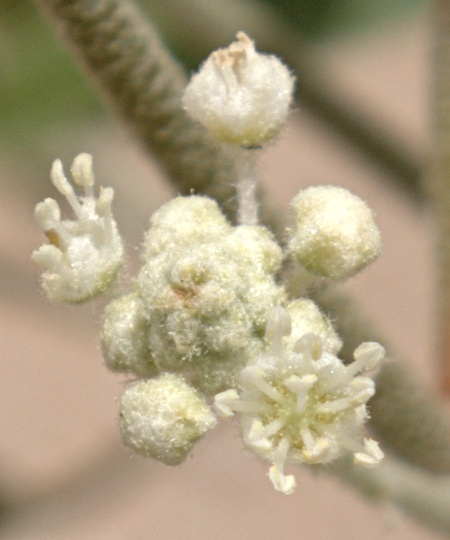